# Spoiler (Comicfigur)
Bei Spoiler handelt es sich um eine Comicfigur aus dem DC-Universum. Der Name leitet sich vom englischen Verb (to) spoil ab, was übersetzt bedeutet: etwas verderben / etwas vermasseln. Spoilers richtiger Name ist Stephanie Brown. Ihren ersten Auftritt hatte Stephanie in Detective Comics #647 (in den USA erschienen im August 1992 mit dem Titel „Inquiring Minds“). Der erste Auftritt als Spoiler folgte in Detective Comics #648 (erschienen ebenfalls im August 1992 mit dem Titel „Let the Puzzlement fit the crime“). Entworfen wurde der Charakter von dem Autor Chuck Dixon und dem Zeichner Tom Lyle.

## Im Comic
Stephanie Browns Vater war ein Verbrecher namens Cluemaster. Arthur Brown gab sich diesen Namen, weil er bei seinen ersten Verbrechen den Strafverfolgern und dem Superhelden Batman Hinweise (englisch: clues) hinterließ, um Batman in eine Falle zu locken. Als Arthur Brown nach langer Haftstrafe entlassen wurde und seine Verbrechertätigkeit wieder aufnahm, entschloss sich Stephanie, ihrerseits dafür zu sorgen, dass Batman ihren Vater finden und ins Gefängnis bringen konnte. Sie fertigte sich ein Kostüm an, welches in den Farben Lila und Blau gehalten war und ihr Gesicht komplett bedeckte, und nannte sich fortan Spoiler (Detective Comics #648).

### Spoiler und Robin
Robin alias Tim Drake gelang es, gemeinsam mit Spoiler den Cluemaster zu finden, welcher erneut inhaftiert wurde. Spoiler entschloss sich, eine Superheldin zu werden, und begann, regelmäßig in Gotham auf Patrouille zu gehen, was sie immer wieder in Kontakt mit Robin brachte. Zwischen den beiden Teenagern begann sich eine Romanze zu entwickeln; Robin half Spoiler, als sie bemerkte, dass sie schwanger war (der Vater des Kindes hatte Gotham nach einem Erdbeben verlassen), und unterstützte sie bei ihrer Entscheidung, das Kind zur Adoption freizugeben.
Die Beziehung zu Robin endete, als Batman anbot, Spoiler zu trainieren, und ihr den wahren Namen Robins verriet, welchen Stephanie bisher nicht kannte. Nach einiger Zeit bot Batman ihr an, der neue Robin zu werden, nachdem Tim Drake – nach dem Tod seines Vaters – das Kostüm aufgegeben hatte. Stephanie nahm an, sie missachtete jedoch Batmans Anweisungen, woraufhin dieser ihr das Kostüm wieder abnahm.

### War Games (Kriegsspiele) und Tod
Die Handlung der „War-Games“-Hefte war darauf ausgerichtet, Batmans Ausgangsposition in Gotham City komplett zu verändern. Der einstige Einzelgänger, der nicht nur von der Polizei misstrauisch beobachtet wurde, hatte zuletzt einen Mikrokosmos um sich, der von Fans die „Bat-Familie“ genannt wurde. Dazu zählten neben seinem Butler Alfred die Ärztin Dr. Leslie Thompkins, Orakel (Barbara Gordon, das einstige Batgirl), Batgirl (Cassandra Cain), Nightwing (Richard „Dick“ Grayson), Robin (Timothy „Tim“ Drake), Catwoman (Selina Kyle) und Huntress, weiterhin waren die Detectives Montoya und Harvey Batman wohlgesinnt. Devin Grayson, die Autorin der War Games, wollte der Serie mehr Dynamik verleihen, indem sie diese Verbindungen kappte und Batman wieder zum Einzelkämpfer stilisierte.
Spoiler diente in den War Games als der rote Faden.
Ihr Versagen als Robin führte die ehrgeizige Stephanie dazu, sich Batman erneut beweisen zu wollen. Sie stahl von Batman entworfene Notfallpläne und begann, diese in die Tat umzusetzen. Damit begann die Saga Wargames (deutsch: Kriegsspiele), in der Stephanie eine zentrale Rolle spielte. Einer dieser Notfallpläne begann damit, dass alle Gangsterbosse Gothams zu einem geheimen Treffen eingeladen wurden. Stephanie sandte die Einladungen aus, jedoch konnte sie eine der Personen nicht finden, die auf der Liste stand: Matches Malone. Dieser sollte im ursprünglichen Plan die gesamten Gangsterbosse unter sich vereinigen. Tatsächlich war Matches Malone eine Geheimidentität von Batman, welcher diese nach dem Tod des echten Matches Malone angenommen hatte.
Durch das Fehlen von Matches Malone kam es bei dem Gangstertreffen zu einem Massaker, das nur wenige überlebten. Stephanie versuchte, das Chaos, welches aus dem neu entstandenen Machtvakuum erwuchs, zu begrenzen, und suchte nach Orpheus, einem Gangsterboss, welcher jedoch mit Batman in Verbindung stand. Dieser sollte nunmehr Ordnung in dem chaotischen Gotham schaffen. Als Stephanie ihn fand, schnitt ihm der Gangster Black Mask (eigentlicher Name: Roman Sionis) vor Stephanies Augen die Kehle durch und übernahm maskiert Orpheus’ Stelle, weiterhin nahm er Stephanie gefangen und folterte sie brutal. Stephanie entkam schließlich schwerverletzt, kehrte jedoch zurück, um Black Mask unschädlich zu machen. Nachdem ihr das beinahe gelungen war, gelang es Black Mask, sie zu verunsichern, und er schoss auf sie. (Die Dialoge zwischen Black Mask und Spoiler waren im Original eine Anspielung auf den Film True Romance mit Christian Slater und Patricia Arquette.)
Schwerverletzt wurde Stephanie schließlich von Batman ins Krankenhaus gebracht, wo Dr. Leslie Thompkins, eine mit Batman befreundete Ärztin, sich um sie kümmern sollte. Dr Thompkins jedoch verabreichte Stephanie die erforderlichen Medikamente nicht, weil sie, wie sie in der Minisaga War Crimes (deutsch: Kriegsverbrechen) Batman sagte, verhindern wollte, dass weitere Menschen starben, weil sie meinten, Superhelden wie Batman sein zu müssen. Als Folge dieser Entscheidung starb Stephanie Brown im Krankenhaus, nachdem Batman sie noch ein letztes Mal aufgesucht hatte.
Nach ihrem Tod erschien Stephanie noch zwei Mal als Halluzination von Batgirl (Cassandra Cain). Der erste dieser Auftritte war eine typische Nahtod-Erfahrung und geschah in Batgirl #62, der zweite Auftritt folgte auf Batgirls Tod als Folge massiven Blutverlustes (Batgirl #72-73).

### Spoiler kehrt zurück
Im Jahr 2008 wurde die Figur Spoiler wieder in die Geschichten um Robin aufgenommen. Bei einem Einsatz gegen eine Diebin namens Violet begegnet Robin (Drake) einem Mädchen in Spoilers Kostüm, das ihn zudem bei seinem richtigen Namen nennt (Robin #173). Es stellt sich heraus, dass Stephanies Tod von Thompkins zu deren Schutz nur vorgetäuscht worden war; sie hatte eine Zeitlang zur Rehabilitation unerkannt in Afrika verbringen müssen. Nach ihrer Enthüllung schließt sie sich wieder Robin an und schreibt sich auch an der Schule ein, die Tim besucht (Robin/Spoiler Special #1, Robin #174). Batman erklärt, er habe geahnt, dass Stephanies Tod nur vorgetäuscht war, und ihr deshalb kein Denkmal errichtet.
Nach einer kurzen Fortführung ihrer Karriere als Spoiler – wobei sie sich dabei auch für einen Bandenkrieg mitverantwortlich zeigt – übernimmt Stephanie schließlich die Nachfolge von Cassandra Cain als Batgirl (Batgirl #1, August 2009). Hierbei arbeitet sie eng mit Orakel (Barbara Gordon) zusammen, die als ihre Mentorin fungiert.

### The New 52
Mit dem Reboot des DC-Universums The New 52 wurde Stephanie Brown komplett aus dem Serienkanon entfernt. Sie taucht das erste Mal wieder 2014 in Batman Eternal auf, wo sie erneut ein Teenager ist und die kriminellen Machenschaften ihres Vaters entdeckt.

### Fähigkeiten und Kräfte
Stephanie verfügt über keine Superkräfte, ist jedoch sehr artistisch und ist durch das Training mit Batman und Robin eine gute Kämpferin. Sie verwendet Enterhaken, Sprungkabel und Seile, um sich zwischen den hohen Gebäuden Gothams von Haus zu Haus bewegen zu können.

## Außenwirkung
Stephanies Tod und die Art und Weise, wie die Autoren und der DC-Verlag ihn behandelten, wurden kontrovers diskutiert: Kritisiert wurde insbesondere, dass ihrer nicht gebührend gedacht wurde. Während einer ihrer Vorgänger als Robin, Jason Todd, ein eigenes Denkmal in der Bathöhle erhielt, wurde Stephanie nicht die gleiche Aufmerksamkeit innerhalb des Comics zu teil, obwohl beide Personen vorher als Superheld im Batman-Umfeld tätig waren und durch Superschurken zu Tode kamen.
Als Grund wurde die Ausrichtung der Serie auf ein Männerpublikum genannt, die sich bereits in der Darstellung der Folterszenen gezeigt hatte, in denen Stephanie auf sexistische Art gezeichnet worden war. Auch die Tatsache, dass ihr Peiniger samt seinem dort verwendeten Folterinstrumentarium zu einer Action-Figur gemacht worden war, wurde als für die Außendarstellung äußerst unglücklich angesehen. In diesem Zusammenhang wurde auch eine Aussage eines DC-Verantwortlichen kritisiert, der auf die Frage, was ihm der Tod weiblicher Charaktere (in der Fragestellung wurde Spoiler ausdrücklich genannt) bedeute, antwortete, das habe einen „großen Einfluss auf das Leben der Helden“, womit er eine Unterscheidung traf zwischen weiblichen Charakteren und Helden, diese also vom Heldenstatus ausschloss.
Weiterer Kritikpunkt war die Tatsache, dass durch die nachträgliche Verlagerung der Verantwortung an Stephanies Tod auf Dr. Leslie Thompkins Batmans Mitschuld negiert wurde. Während er sich, wenn auch nur kurzfristig, noch mit Schuldgefühlen quälte und gegebenenfalls hätte über seine Rolle als Mentor nachdenken müssen, konnte er so Stephanies Tod als Tat einer Verrückten ansehen, welche mit ihm in keiner Verbindung steht.
Insgesamt wird Spoiler als ein Beispiel für das in Amerika „Women in Refrigerators“ genannte Phänomen gesehen, dem zufolge Frauen in Superheldencomics überdurchschnittlich häufig grauenhafte Schicksale erleiden, die ein weibliches Publikum von Comics abschrecken (die Bezeichnung geht auf eine Episode des Comics Green Lantern zurück, in dem der Protagonist Kyle Rayner seine ermordete Freundin im Kühlschrank verstaut vorfindet).